# Die Antwoord
«Die Antwoord» (Ді Антворт, [di ˈantvʊərt]) — південноафриканський хіп-хоповий музичний гурт із Кейптауна, до складу якого входять троє учасників — Ninja, Yo-Landi Vi$$er та DJ Hi-Tek.
Назва гурту на мові африкаанс означає «відповідь». Виник 2008 року та вже 2009 року випустив перший сингл, а також дебютний альбом $O$, який розповсюджувався безкоштовно онлайн. Привернули міжнародну увагу завдяки відеокліпу «Enter the Ninja».

## Історія
Батьківщиною проєкту вважається місто Кейптаун, розташоване в Південній Африці. Група вважає себе представниками контркультури Zef, яка досить популярна в ПАР. Якщо спробувати перекласти слово «zef» українською мовою, то найбільш точним буде значення «звичайне». Прибічники цього стилю прагнуть до природності у всьому. Не стала виключенням і творчість Die Antwoord, яку зараховують до жанрів zef-rap і zef-rave. Насправді подібну назву для жанру досить легко пояснити — за словами творця групи і її соліста Ninja, на вулицях ПАР досить часто можна почути рейв. Ця музика «довбає» практично з кожної машини. Слухаючи треки Die Antwoord може здатися, що ви чуєте музику, що грає з проїжджої машини. Це явище звичне для Південної Африки. У 2022 році названий син Ніндзя та Йоланді, Ґабрієль «Токкі» дю През, звинуватив їх у жорстокому поводженні, сексуальному насильстві та рабстві щодо нього та його сестри Мейсі у відео, опублікованому на Youtube.

## Учасники
Постійний склад гурту налічує трьох осіб — це Ninja, Yo-landi та DJ Hi-tek. Крім того, останнім часом в їх творчості беруть участь ще двоє: DJ Vuilgeboost, який бере участь в живих виступах, а також Sixteen — дочка Ninja і Yo-landi, яка, окрім натхнення батьків, з'являється в їх останніх кліпах.
NINJA, у світі відомий (або навпаки — невідомий) як Воткін Тюдор Джонс, ледве не рекордсмен з кількости псевдонімів. Він і The Man Who Never Came Back (Людина, яка ніколи не повертається), і МС Totally Rad, і Yang Weapon, і Max Normal, а також Jones Junior. Крім того, він також досить відомий під ім'ям Waddy. Народився Ninja 26 вересня 1974 року в Йоганнесбурзі.
Yolandi Visser, а у світі Анрі Дю Туа, народилася 3 березня 1984 року в містечку Порт-Альфред Південноафриканської Республіки. За її словами, вона була усиновлена в дитинстві родинною парою священника і домогосподарки, що не могло не позначитися на дуже жорсткому вихованні, якому Йо-Ланді всіляко опиралася. Батьки майбутньої Йоланді Фіссер (а не Віссер), мріяли, що їх дочка буде старанним працівником в одному з офісів, проте історія розпорядилася інакше. Одним із завдань соліста є залучення публіки винятково демонстрацією сексуальності.
DJ Hi-tek, мабуть, найтаємничіший учасник групи Die Antwoord, що жодного разу не з'явився в кліпах.

## Медіапроєкти
У 2014 році учасники Die Antwoord знялись у фільмі Нілла Блумкампа «Робот Чаппі» (англ. Chappie). Фільм вийшов в український прокат в травні 2015 року.

## Концерти в Україні
Вперше гурт відвідав Україну для концерту у Києві 6 серпня 2018 року, а 18 липня 2019 року закривав рок-фестиваль UPark Festival.

## Дискографія
Альбоми
- 2009 — «$O$» (самвидав)
- 2010 — «$O$» (переглянута версія, Cherrytree Records)
- 2012 — «Ten$Ion»
- 2014 — «Donker Mag»
- 2016 — «Mount Ninji and da Nice Time Kid»
- 2020 — «House Of Zef»

EP-сингли
- 2010 — 5 (Cherrytree Records)
- 2010 — Ekstra (Cherrytree Records)